# Mor, lilla mor
Mor, lilla mor, med inledningsorden "Mor, lilla mor, vem är väl som du" är en dikt som skrevs av Astrid Gullstrand och publicerades 1912 i hennes diktsamling "På stjärnestig". År 1918 tonsattes dikten av Ellen Heijkorn. Visan med melodi trycktes i Stockholm 1921. Medtagen som sång nr 242 i Svensk söndagsskolsångbok 1929 under rubriken Mors dag.